# BA-20
Il BA-20, abbreviazione della sigla completa Broneavtomobil 20, è stato un autoblindo leggero costruito in migliaia di esemplari dall'Unione Sovietica nel corso della seconda metà degli anni trenta. Il mezzo fu tra i più diffusi nell'Armata Rossa ed eccellente anche su terreni difficili, cosa che lo rese molto popolare e base per ulteriori versioni. Fu impiegato intensivamente nella prima parte della seconda guerra mondiale fino a quando l'obsolescenza del progetto ne causò il ritiro dal servizio nei primi mesi del 1942.

## Storia

### Sviluppo
A partire dal 1934 la fabbrica GAZ venne incaricata di elaborare un nuovo tipo di autoblindo per sostituire l'obsoleto modello FAI, cercando soprattutto di migliorare la balistica delle corazzature e la mobilità fuoristrada. La squadra tecnica si basò sul telaio dell'automobile leggera GAZ-M1, progettata dagli ingegneri Lipgart e Kriger sulla falsariga della Ford-A importata dagli Stati Uniti; il veicolo proprio in quegli anni cominciava a essere prodotto e le sue potenzialità belliche non erano sfuggite ai sovietici: coadiuvata dall'azienda Viksinskiy, la GAZ disegnò uno scafo corazzato da applicare al telaio GAZ-M1, che venne opportunamente irrobustito. Il prototipo ottenuto affrontò i collaudi alla fine del 1935 e venne accettato sotto la designazione di "Broneavtomobil 20" abbreviata in BA-20. Nel corso degli anni trenta vennero ricavate dal BA-20 una versione da comando, una seconda variante migliorata sotto alcuni aspetti e una terza capace di viaggiare su ferrovia.

### Produzione
La produzione di massa iniziò nello stesso 1935: presso la GAZ di Novgorod venivano prodotti i telai rinforzati, mentre la Viksinskiy assieme alla Izhorsky Zavod si occupava della fabbricazione degli scafi; il montaggio finale avveniva negli stabilimenti Viksinskiy. Fino al 1938 vennero costruite 2.056 unità del veicolo base (comprese le versioni specializzate) e dal 1938 all'inizio del 1942 furono completati 2.013 esemplari della variante migliorata.

### Impiego operativo
Il BA-20 si dimostrò un veicolo dalle eccellenti prestazioni fuoristrada e ben capace di gestire terreni paludosi o acquitrinosi: negli anni trenta rappresentò l'autoblindo più diffuso e conosciuto nei ranghi dell'Armata Rossa. Il battesimo del fuoco del BA-20 avvenne durante la battaglia di Khalkhin Gol combattuta nella tarda estate del 1939 contro l'esercito imperiale giapponese, che venne alla fine respinto. Quasi in contemporanea altri esemplari presero parte all'invasione della Polonia orientale, lanciata in accordo con la Germania nazista nell'ottica della spartizione delle sfere d'influenza in Europa. Il 30 novembre 1939 ebbe inizio la guerra d'inverno, scatenata dall'URSS contro la Finlandia per risolvere con la forza complesse questioni di confine: alcune BA-20 furono catturate e diverse vennero distrutte dai finnici che sfruttarono la particolare morfologia del loro territorio. L'autoblindo compose buona parte della forza corazzata che lo Stavka dispose in Ucraina occidentale e nei Paesi baltici, annessi nell'estate 1940. Nel giugno 1941 la Germania con alcuni Stati suoi alleati lanciò l'Operazione Barbarossa con l'obiettivo finale di smantellare l'Unione Sovietica; i feroci combattimenti e la Blitzkrieg provocarono la perdita di numerosi BA-20 oppure la loro cattura, destino cui non sfuggirono le aliquote di veicoli che dall'Estremo Oriente russo vennero ridislocati sul fronte orientale tra giugno 1941 e i primi mesi del 1942.
Per gli anni quaranta il progetto dell'autoblindo era ormai obsoleto e perciò nel 1942 fu sostituito dal BA-64.

## Caratteristiche

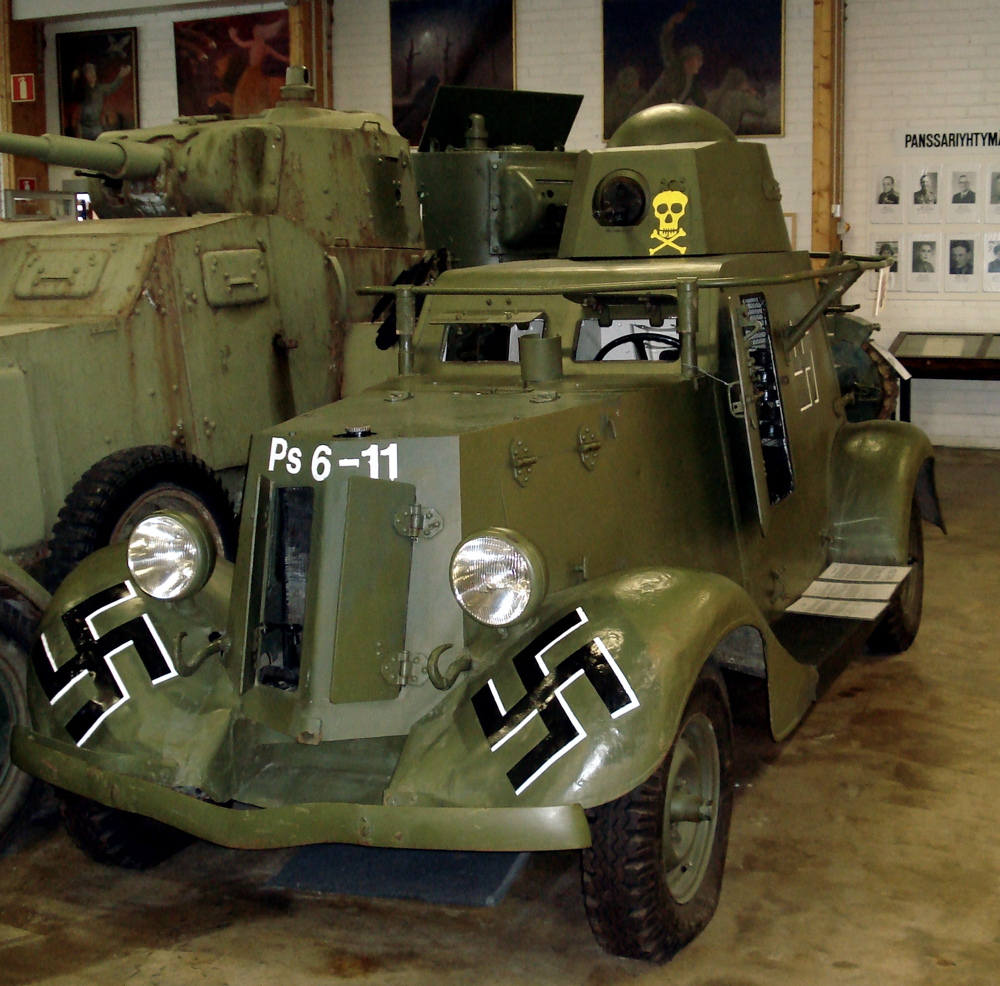
BA-20 conservato al "Panssarimuseo" (Museo della Corazza) di Parola, in Finlandia

Il BA-20 era un autoblindo studiato per la ricognizione e l'esplorazione: quindi dotazione offensiva e protezioni furono ridotte al minimo indispensabile, visto che non avrebbe dovuto sostenere scontri a fuoco contro mezzi blindati. Lo scafo e la bassa sovrastruttura posteriore presentavano una corazzatura spessa soltanto 6 mm su fronte e fianchi, 4 mm sul retro; il lato anteriore della torretta cilindrica era nuovamente da 6 mm. Essa era equipaggiata con una mitragliatrice leggera Degtjarëv da 7,62 mm, dedicata al contrasto della fanteria e servita da una scorta di 1.320 cartucce circa. Il corpo corazzato e la torretta erano stati collegati al telaio GAZ-M1 il cui assale posteriore e il differenziale associato erano stati rafforzati; stesso intervento era stato operato alle sospensioni a balestra, una per ciascuna delle quattro ruote con pneumatici del tipo "GK" non gonfiati ad aria compressa, bensì riempiti di materiale gommoso. In questo modo la mobilità dell'autoblindo non risentiva di proiettili che colpivano le ruote. La trazione era demandata alle due ruote posteriori.
Nella sezione anteriore dello scafo si trovava l'apparato motore, un GAZ M1 a quattro cilindri erogante 50 hp a 2.800 giri al minuto e dotato di sistema di raffreddamento ad aria. L'equipaggio consisteva di due soli uomini: il pilota, che sedeva nello scafo a sinistra, e il comandante in torretta, che poteva usufruire di due feritoie laterali e una posteriore; per l'autodifesa disponevano di una cassa contenente quindici granate F1 oppure di dodici mine caricate a gas. In caso di necessità di rapido abbandono del veicolo, per la prima volta sugli autoblindo sovietici venne installato un portello nel pavimento dello scafo, la cui luce libera (distanza dal terreno) misurava però meno di 13 cm.
Il BA-20 era un mezzo piuttosto compatto: lungo poco più di 4 metri e alto 2,30 metri, pesava in ordine combattimento 2,34 tonnellate e sviluppava una pressione al suolo di 0,18 kg/cm2. Su strada asfaltata era capace di raggiungere una velocità massima di 90 km/h e godeva di un'autonomia di 350 chilometri a media velocità; fuoristrada il raggio d'azione calava a 270 chilometri. La pendenza gestibile arrivava a 15°, il guado transitabile 0,50 metri e la trincea superabile a 0,40 metri.

## Varianti

### BA-20U
Veicolo da comando equipaggiato con una peculiare antenna a ringhiera, fissata alla sovrastruttura tra torretta e scafo; oltre al comandante e al pilota sul mezzo prendeva posto anche un operatore radio. Alcuni esemplari di tarda produzione furono dotati di una meno ingombrante antenna a stilo. La radio installata era una 71-TK-1.

### BA-20M
Nel 1938 la squadra tecnica della Viksinskij (Viksinskij OKB) propose una seconda versione del BA-20 che fu prodotta dal 1938 ai primi del 1942. La torretta venne sostituita con un modello più largo a forma conica, la radio 71-TK-3 divenne una dotazione standard (quindi l'equipaggio ebbe sempre un terzo membro marconista), la capienza del serbatoio fu aumentata a 90 litri. La corazzatura venne in parte rivista: era spessa 6 mm per fronte e lati sia dello scafo che della torretta, 5 mm per il retro dello scafo, 5-3 mm per cielo e fondo. Pesante 2,32 tonnellate in ordine di combattimento, il nuovo BA-20M era lungo 4,31 metri, alto 2,13 metri e più stretto del mezzo originale con 1,74 metri; era in grado di raggiungere i 70 km/h su strada asfaltata e un'autonomia di 350 chilometri. Da notare che i primi veicoli continuarono ad avere l'antenna a ringhiera, poi rimpiazzata da una a stilo montata a sinistra del comparto guida oppure sulla copertura del motore.
Altri cambiamenti apportati riguardarono l'aumento della luce libera a 24 cm circa e l'adozione di ruote pneumatiche al posto di quelle piene. Questa fonte afferma inoltre che lo scafo frontale ebbe una corazzatura spessa 10 mm.

### BA-20ZhD
Ricavata dal BA-20 originale, questa versione poteva sostituire le ruote da strada con quelle di tipo ferroviario e viaggiare così su rotaie. In caso di necessità era possibile collegare un singolo veicolo a un treno, che lo avrebbe trainato.

## Altri utilizzatori
- Germania

I tedeschi catturarono un numero non noto di BA-20 nelle diverse versioni, ridenominandole tutte Panzerspähwagen BA-20 (r) e adoperandole in funzione antipartigiana; le BA-20ZhD, in particolare, vennero proficuamente riutilizzate per scortare i treni carichi di rifornimenti.
- Finlandia

La Finlandia si impossessò di alcuni BA-20 e BA-20M che utilizzò in compiti di collegamento, come mezzi di comando oppure centri radio. Entrambi i modelli erano conosciuti nell'esercito finlandese come BAB B e ricevettero la designazione Ps 5. Vennero schierati in linea nel corso della guerra di continuazione.